# Абитовский сельсовет
Абитовский сельсовет — муниципальное образование в Мелеузовском районе Башкортостана.
Административный центр — деревня Басурмановка.

## История
Образован в 1992 году путём выделения из Иштугановского и Сарышевского сельсоветов.
Указ Президиума Верховного Совета Республики Башкортостан от 26 июня 1992 года № 6-2/299 «Об образовании Абитовского сельсовета в Мелеузовском районе» постановил:

1. Образовать в Мелеузовском районе Абитовский сельсовет с административным центром в деревне Басурмановка.
2. Включить в состав Абитовского сельсовета деревни Абитово, Басурмановка, Зириково, Кутлубулатово, Нижнеташево, Сергеевка и посёлок Восточной фермы, исключив их из Иштугановского и Сарышевского сельсоветов.

3. Установить границу Абитовского сельсовета согласно представленной схематической карте
Согласно Закону Республики Башкортостан «О границах, статусе и административных центрах муниципальных образований в Республике Башкортостан» от 16 декабря 2004 года имеет статус сельского поселения.

## Население
| 2002  | 2009  | 2010  | 2012  | 2013  | 2014  | 2015  |
| ----- | ----- | ----- | ----- | ----- | ----- | ----- |
| 1774  | ↘1688 | ↘1462 | ↘1444 | ↗1461 | ↗1469 | ↗1540 |
| 2016  | 2017  | 2018  |       |       |       |       |
| ↘1539 | ↘1538 | ↗1560 |       |       |       |       |

## Состав сельского поселения
| № | Населённый пункт | Тип населённого пункта          | Население |
| - | ---------------- | ------------------------------- | --------- |
| 1 | Басурмановка     | деревня, административный центр | ↘202      |
| 2 | Восточный        | деревня                         | ↘328      |
| 3 | Иткучуково       | деревня                         | ↘235      |
| 4 | Абитово          | деревня                         | ↘222      |
| 5 | Кутлубулатово    | деревня                         | ↘219      |
| 6 | Зириково         | деревня                         | ↗180      |
| 7 | Нижнеташево      | деревня                         | ↘76       |